# Austrochilus
Austrochilus és un gènere de la família dels austroquílids (Austrochilidae). Fou descrita per primera vegada l'any 1955 per Gertsch & Zapfe.

## Taxonomia
Austrochilus, segons el World Spider Catalog de 2017, és un gènere amb 6 espècies:
- Austrochilus forsteri Grismado, Lopardo & Platnick, 2003
- Austrochilus franckei Platnick, 1987
- Austrochilus manni Gertsch & Zapfe, 1955 (espècie tipus)
- Austrochilus melon Platnick, 1987
- Austrochilus newtoni Platnick, 1987
- Austrochilus schlingeri Platnick, 1987